# Věstín
Věstín (deutsch Groß Wiestin, Groß Weyssin) ist eine Gemeinde in Tschechien. Sie liegt acht Kilometer nordöstlich von Bystřice nad Pernštejnem und gehört zum Okres Žďár nad Sázavou.

## Geographie
Věstín befindet sich linksseitig über der Einmündung der Bystřice in die Svratka in der Böhmisch-Mährischen Höhe. Westlich liegt die Talsperre Vír I. Im Norden erheben sich der Bukovec (707 m) und Horní les (Oberwald, 774 m), südlich die Dubovice (640 m) und der Pyšolec (464 m). Im Süden liegt die Talsperre Vír II.
Nachbarorte sind Dudkovice im Norden, Rovečné im Nordosten, Malé Tresné und Věstínek im Osten, Bolešín im Südosten, Kobylnice und Vír im Süden, Hrdá Ves im Südwesten, Chlum im Westen sowie Polom im Nordwesten.

## Geschichte
Das Dorf wurde im Zuge der Kolonisation der Grenzwälder zwischen Mähren und Böhmen angelegt. Es gehörte zu den Gütern von Štěpán von Pernsteins Witwe Klara und wurde erstmals urkundlich erwähnt, als diese den Besitz 1349 an den gemeinsamen Sohn mit ihrem zweiten Mann Vznata von Tasov und Vznatas weitere Kinder überschreiben ließ. Wenig später gelangte Věstín wieder zur Herrschaft Pernstein zurück. Im Jahre 1590 wurde Věstín zusammen mit elf weiteren Dörfern der Umgebung an die Herrschaft Kunstadt angeschlossen, zu der es bis 1848 gehörte.
Nach der Aufhebung der Patrimonialherrschaften bildete Věstín mit dem Ortsteil Malý Věstín (Věstínek) ab 1850 eine Gemeinde im Bezirk Boskovice.
Zum Ende des Zweiten Weltkrieges agierten in den Wäldern der Umgebung Partisanen. Im Dezember 1944 erschossen diese den deutschen Einwohner Karel Haberhauer und im März 1945 auch dessen Witwe. 1949 kam die Gemeinde zum Okres Bystřice nad Pernštejnem. 1961 wurde Bolešín eingemeindet und die Gemeinde Věstín dem Okres Žďár nad Sázavou zugeordnet. Im Jahre 1973 wurde Věstín an Rovečné angeschlossen. Seit 1990 besteht die Gemeinde wieder.
Die Umgebung von Věstín ist eine Fundstätte von Granaten, Muskoviten und Titaniten.

## Ortsgliederung
Die Gemeinde Věstín besteht aus den Ortsteilen Bolešín (Boleschin), Věstín (Groß Wiestin) und Věstínek (Klein Wiestin), die zugleich auch Katastralbezirke bilden. Zu Věstín gehört außerdem die Einschicht Ve Žlebech.

## Sehenswürdigkeiten
- Berg Horní les mit 59 m hohem Aussichtsturm
- Burgruine Pyšolec (Pysselecz), südlich des Dorfes über der Svratka
- gezimmerte Chaluppen in Volksbauweise